# Beersel
Beersel est une commune néerlandophone de Belgique située en Région flamande dans la province du Brabant flamand, en périphérie sud de Bruxelles. Beersel fait partie des 19 communes de la périphérie bruxelloise.
Le nom de la ville apparaît dès l'an 847, sous la forme Bersalis.
La maison communale de Beersel se trouve à Alsemberg. Beersel est une petite ville historique.

## Étymologie
Le nom de Beersel trouve son origine dans le mot Baar-sele signifiant habitation dans un lieu écarté.

## Localités et sections de la commune
Le 1er janvier 1977, la commune de Beersel a fusionné avec Alsemberg, Tourneppe, Huizingen et Lot pour former la commune actuelle de Beersel.

### Sections

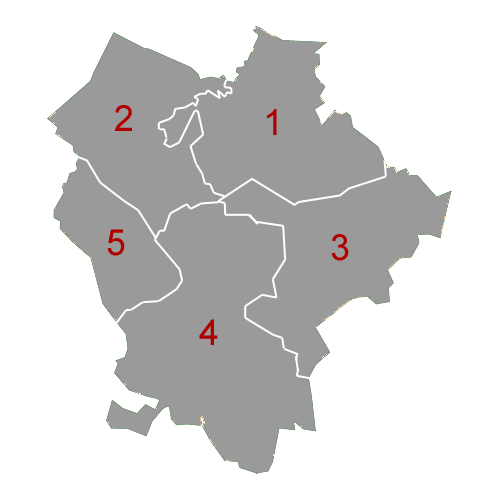
Commune de Beersel

| # | Section           | Superf. (km2) | Habitants (2020) | Habitants par km2 | Code INS |
| - | ----------------- | ------------- | ---------------- | ----------------- | -------- |
| 1 | Beersel           | 6,27          | 6.013            | 959               | 23003A   |
| 2 | Lot               | 5,34          | 4.754            | 890               | 23003E   |
| 3 | Alsemberg         | 6,24          | 5.981            | 958               | 23003B   |
| 4 | Tourneppe (Dworp) | 9,63          | 5.445            | 566               | 23003C   |
| 5 | Huizingen         | 2,92          | 3.145            | 1.078             | 23003D   |

### Communes limitrophes
| Leeuw-St-Pierre | Drogenbos                  | Uccle (B-C) (quadripoint) - Linkebeek |
|                 | Beersel                    | Rhode-St-Genèse                       |
| Hal             | Braine-l'Alleud (Wallonie) |                                       |

## Démographie

### Démographie: avant la fusion des communes
- Source : DGS recensements population.

### Démographie: commune fusionnée
Graphe de l'évolution de la population de la commune (la commune de Beersel étant née de la fusion des anciennes communes de Beersel, de Lot, d'Alsemberg, de Tourneppe et d'Huizingen, les données ci-après intègrent les cinq communes dans les données avant 1977).
Les chiffres des années 1831 à 1970 tiennent compte des chiffres des anciennes communes fusionnées.
- Source : DGS, de 1831 à 1981 = recensements population ; à partir de 1990 = nombre d'habitants chaque 1er janvier.[2]

## Histoire
Le nom Beersel est mentionné pour la première fois en 847 (Bersalis). Le lieu appartenait à l'origine au bailliage de (Saint-Genèse) Rode. Entre-temps, les seigneurs de Beersel possédaient un alleu et un petit fief dans cette région, qui appartenaient à différents genres. Le premier seigneur connu de Beersel fut Godfried van Hellebeke, sénéchal du duché de Brabant, charge que les seigneurs de Beersel continueront d'occuper. Il y possédait déjà un château vers 1312. En 1391, Jean Ier de Witthem (mort en 1405), sénéchal sous la duchesse Jeanne de Brabant et son mari Wenceslas de Luxembourg, obtient la reconnaissance de ses droits seigneuriaux sur Bruxelles et ses environs. Avec l'aide d'une milice populaire bruxelloise, il réussit à s'emparer du château voisin de Gaasbeek, où se cachaient les assassins d'Everaard t'Serclaes. Ses descendants resteront seigneurs du château pendant sept générations, jusqu'à la fin du XVIe siècle.
Sous Henri III de Witthem (nl) (arrière-petit-fils de Jean Ier), le château fut pris en 1489 par une troupe de Bruxelles, qui s'était révoltée contre Maximilien d'Autriche. Ces habitants furieux ont d'abord détruit la résidence de ville de Henri dans la Voldersstraat, puis, dirigés par Philippe de Clèves, se sont rendus à Beersel avec de l'artillerie lourde. Le château a été défendu avec succès par le fils d'Henri, Philip van Witthem. Mais lors d'une deuxième tentative, il fut gravement endommagé et la garnison dut se rendre. Le capitaine, Willem van Ramilly, a été publiquement lynché sur la Grand Place de Bruxelles. Cependant, Maximilien a riposté et a assiégé Bruxelles, qui a dû capituler en raison de l'épuisement des vivres et d'une épidémie de peste. Les Bruxellois furent obligés de reconstruire la maison d'Henri et de restaurer le château de Beersel.
Le 26 mai 1491, Henri III de Witthem, seigneur de Beersel, est élevé au titre de chevalier de l'Ordre de la Toison d'or, puis chambellan de l'empereur Charles Quint. Il devient ainsi l'un des seigneurs les plus puissants de son temps. Il mourut le 17 septembre 1515. Son fils Philippe (mort en 1523) lui succéda. Lorsque le petit-fils de Philippe, Jean II, mourut en 1591, le dernier héritier mâle de la famille de Witthem disparut. Par le mariage de sa fille Ernestina, le château et la seigneurie passèrent aux mains des ducs d'Arenberg. En raison de la négligence, le château est tombé en ruine vers la fin du XVIIIe siècle. Sous le roi Guillaume Ier, il fut temporairement utilisé comme usine de tissage de coton (1818), mais l'entreprise rencontra peu de succès. Enfin, il a été partiellement démoli et laissé à l'abandon. Cependant, une restauration approfondie vers le milieu du XXe siècle a réussi à sauver de la destruction l'un des exemples les plus purs de l'architecture militaire de la fin du Moyen Âge.

### Seconde Guerre mondiale
La commune est occupée par l'armée allemande vers le 23 mai 1940 et libérée le 3 septembre 1944. Au moins deux résistants sont déportés à l'Auffanglager de Breendonk.

## Héraldique
|  | La commune possède des armoiries qui lui ont été octroyées le 27 juin 1846 et modifiées le 8 juillet 1986. Elles sont basées sur les sceaux du conseil municipal de 1630 et 1694. Les armoiries sont celles des seigneurs de Wittem qui ont acquis le domaine de Beersel en 1362 et l'ont conservé jusqu'au milieu du XVIIe siècle. Les armoiries anciennes montrent trois lions dérivés des armoiries de la famille Halewijn. En 1491, Filips van Wittem épousa Anna van Halewijn. Certains de ses descendants et lui-même utilisèrent les armoiries de Halewijn comme écusson sur les armoiries de Wittem. En 1846, les trois lions étaient considérés comme les armoiries du village et ont donc été accordées. Blasonnement : Écartelé, en 1 et 4 de sable au lion d'or armé et lampassé de gueules; en 2 et 3 d'argent à la croix engrêlé d'azur. L'écu placé devant un chêne planté. - Délibération communale : 29 avril 1984 - Arrêté de l'exécutif de la communauté : 8 juin 1979 - Moniteur belge : 8 juillet 1986 et 17 octobre 1986 (erratum) Source du blasonnement : Heraldy of the World. |

## Patrimoine

### Le château de Beersel
Le château de Beersel a été construit entre 1300 et 1310 par le Duc de Brabant Jean II. Son premier seigneur connu de Beersel fut Godefroid de Hellebeke, sénéchal du Brabant (tous les seigneurs de Beersel occuperont cette fonction). Pillée et endommagée par les troupes de Louis de Male, comte de Flandre, la forteresse fut restaurée en 1357. Après le siège et la destruction par les Bruxellois en 1489, le château fut restauré et remis en état aux frais de ceux-ci quand la pacification intervint. Au début du XVIIe siècle, les toitures pointues vinrent remplacer les plates-formes et des pignons furent construits comme deux tours, à l’intérieur de la cour. Il s'agit d'un château de plaine qui faisait partie de la première ceinture de défense de Bruxelles.

## Gastronomie
Les deux spécialités locales sont le petit panier de Beersel, un fromage blanc et la bière de type lambic.

## Liste des rues du village
- Chaussée d'Alsemberg (Alsembergsesteenweg)
- Bloemhofstraat
- Bloemhofweg
- Constant Bauneweg
- Dachelenbergstraat
- De Dekt
- Diepenbeemd
- Danislaan
- Dwersbos
- Den Draaier
- Grote Baan
- Hoogstraat
- Kerkveldstraat
- Kelleveldstraat
- Kleine Dachelenbergstraat
- Landhuizenweg
- Leeuwerikenlaan
- Lippenslaan
- Lotsestraat
- Pastoriestraat
- Schoolstraat
- Singel
- Weidestraat
- Winderickxplein
- Windmolenstraat

## Langues
La commune de Beersel est une commune néerlandophone mais possédant une grande proportion de population francophone. En 2020, le français est langue maternelle de 48,7 % des nouveau-nés de la commune de Beersel, ce qui en fait la première langue maternelle des nouveau-nés dans la commune. Des tables de conversation en néerlandais sont organisées hebdomadairement par Café Combinne afin de faciliter l'intégration.[non pertinent]

## Vie politique

### Résultats des élections communales depuis 1976
| Partis                      | 10-10-1976 | 10-10-1976 | 10-10-1982 | 10-10-1982 | 9-10-1988 | 9-10-1988 | 9-10-1994 | 9-10-1994 | 8-10-2000 | 8-10-2000 | 8-10-2006 | 8-10-2006 | 14-10-2012 | 14-10-2012 | 14-10-2018 | 14-10-2018 |
| Votes / Sièges              | %          | 25         | %          | 27         | %         | 27        | %         | 27        | %         | 27        | %         | 27        | %          | 27         | %          | 29         |
| --------------------------- | ---------- | ---------- | ---------- | ---------- | --------- | --------- | --------- | --------- | --------- | --------- | --------- | --------- | ---------- | ---------- | ---------- | ---------- |
| CVP1/CD&V2                  | 39,641     | 11         | 34,631     | 13         | 36,571    | 12        | 36,281    | 12        | 31,351    | 11        | -         |           | 31,012     | 10         | -          |            |
| CD&V/N-VA                   | -          |            | -          |            | -         |           | -         |           | -         |           | 36,98     | 11        | -          |            | -          |            |
| VU1/VU&ID2                  | 16,821     | 4          | 10,21      | 3          | 9,981     | 2         | 8,041     | 2         | 6,552     | 1         | -         |           | -          |            | -          |            |
| N-VA                        | -          |            | -          |            | -         |           | -         |           | -         |           | -         |           | 24,33      | 8          | 22,70      | 7          |
| PVV1/VLD2/Open Vld3         | 13,521     | 3          | 15,241     | 5          | 19,981    | 6         | 16,432    | 5         | 18,082    | 5         | 16,42     | 4         | 7,233      | 1          | 7,803      | 2          |
| SP                          | 12,53      | 3          | 12,25      | 3          | 14,79     | 4         | 8,61      | 2         | 6,11      | 1         | -         |           | -          |            | 3,20       |            |
| sp.a-Groen                  | -          |            | -          |            | -         |           | -         |           | -         |           | 12,24     | 3         | 12,25      | 3          | -          |            |
| PRL-IC                      | -          |            | 8,02       | 2          | -         |           | -         |           | -         |           | -         |           | -          |            | -          |            |
| PRL                         | -          |            | -          |            | 6,71      | 1         | 5,18      | 1         | -         |           | -         |           | -          |            | -          |            |
| FDF                         | -          |            | -          |            | 9,81      | 2         | 14,22     | 4         | -         |           | -         |           | -          |            | -          |            |
| AGALEV puis Groen           | -          |            | 3,77       | 0          | -         |           | -         |           | 6,26      | 1         | -         |           | -          |            | 16,50      | 5          |
| Vlaams Blok1/Vlaams Belang2 | -          |            | -          |            | -         |           | -         |           | 8,311     | 2         | 14,392    | 4         | 4,842      | 0          | 6,002      | 1          |
| GB-RB                       | 17,28      | 4          | -          |            | -         |           | -         |           | -         |           | -         |           | -          |            | -          |            |
| CRP                         | -          |            | 4,47       | 0          | -         |           | -         |           | -         |           | -         |           | -          |            | -          |            |
| DEGR                        | -          |            | 7,12       | 1          | -         |           | -         |           | -         |           | -         |           | -          |            | -          |            |
| EVA                         | -          |            | 3,23       | 0          | -         |           | -         |           | -         |           | -         |           | -          |            | -          |            |
| CHP-ETA                     | -          |            | -          |            | 2,16      | 0         | -         |           | -         |           | -         |           | -          |            | -          |            |
| CHRP                        | -          |            | -          |            | -         |           | 5,86      | 1         | -         |           | -         |           | -          |            | -          |            |
| W.O.W.                      | -          |            | -          |            | -         |           | 1,98      | 0         | -         |           | -         |           | -          |            | -          |            |
| UF                          | -          |            | -          |            | -         |           | -         |           | 18,59     | 6         | 19,99     | 5         | -          |            | 16,4       | 5          |
| O.R.B.                      | -          |            | -          |            | -         |           | -         |           | 4,76      | 0         | -         |           | -          |            | -          |            |
| Open Beersel                | -          |            | -          |            | -         |           | -         |           | -         |           | -         |           | 6,47       | 1          | -          |            |
| UB                          | -          |            | -          |            | -         |           | -         |           | -         |           | -         |           | 13,88      | 4          | -          |            |
| PS                          | -          |            | -          |            | -         |           | 3,42      | 0         | -         |           | -         |           | -          |            | -          |            |
| Anderen(*)                  | 0,21       | 0          | 1,09       | 0          | -         |           | -         |           | -         |           | -         |           | -          |            | -          |            |
| Lijst Burg.                 | -          |            | -          |            | -         |           | -         |           | -         |           | -         |           |            |            | 27,50      | 9          |
| Total des votes             | 13763      | 13763      | 14701      | 14701      | 15121     | 15121     | 15380     | 15380     | 15484     | 15484     | 16107     | 16107     | 15664      | 15664      | 15459      | 15459      |
| Participation %             | 16107      | 16107      | 15664      | 15664      | 93,37     | 93,37     | 92,58     | 92,58     | 91,67     | 91,67     | 93,24     | 93,24     | 90,29      | 90,29      | 91,20      | 91,20      |
| Votes blancs ou nuls %      | 4,51       | 4,51       | 4,79       | 4,79       | 4,35      | 4,35      | 5,67      | 5,67      | 3,54      | 3,54      | 3,22      | 3,22      | 3,12       | 3,12       | 3,80       | 3,80       |

## Images

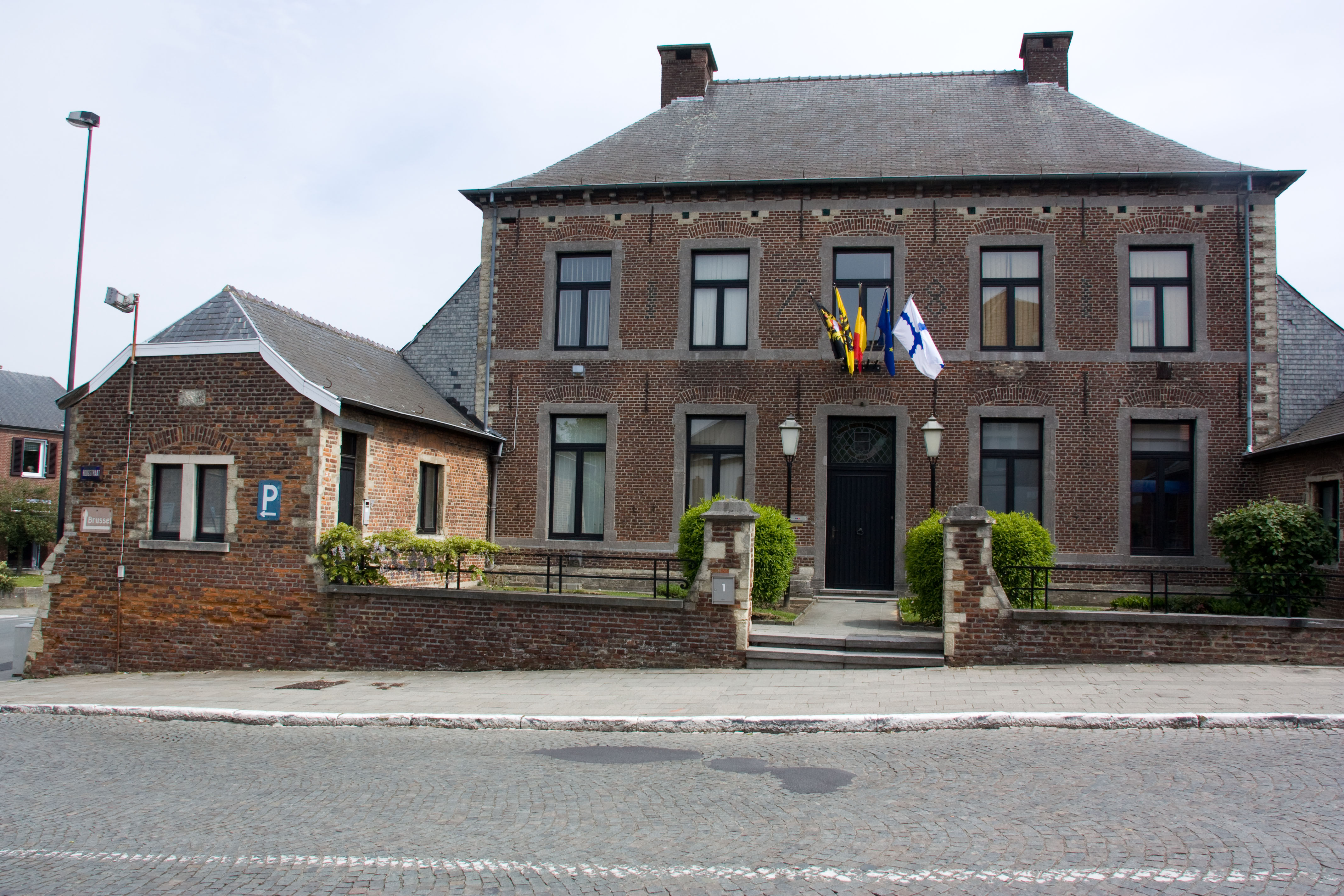
L'ancien hôtel de ville de Beersel.
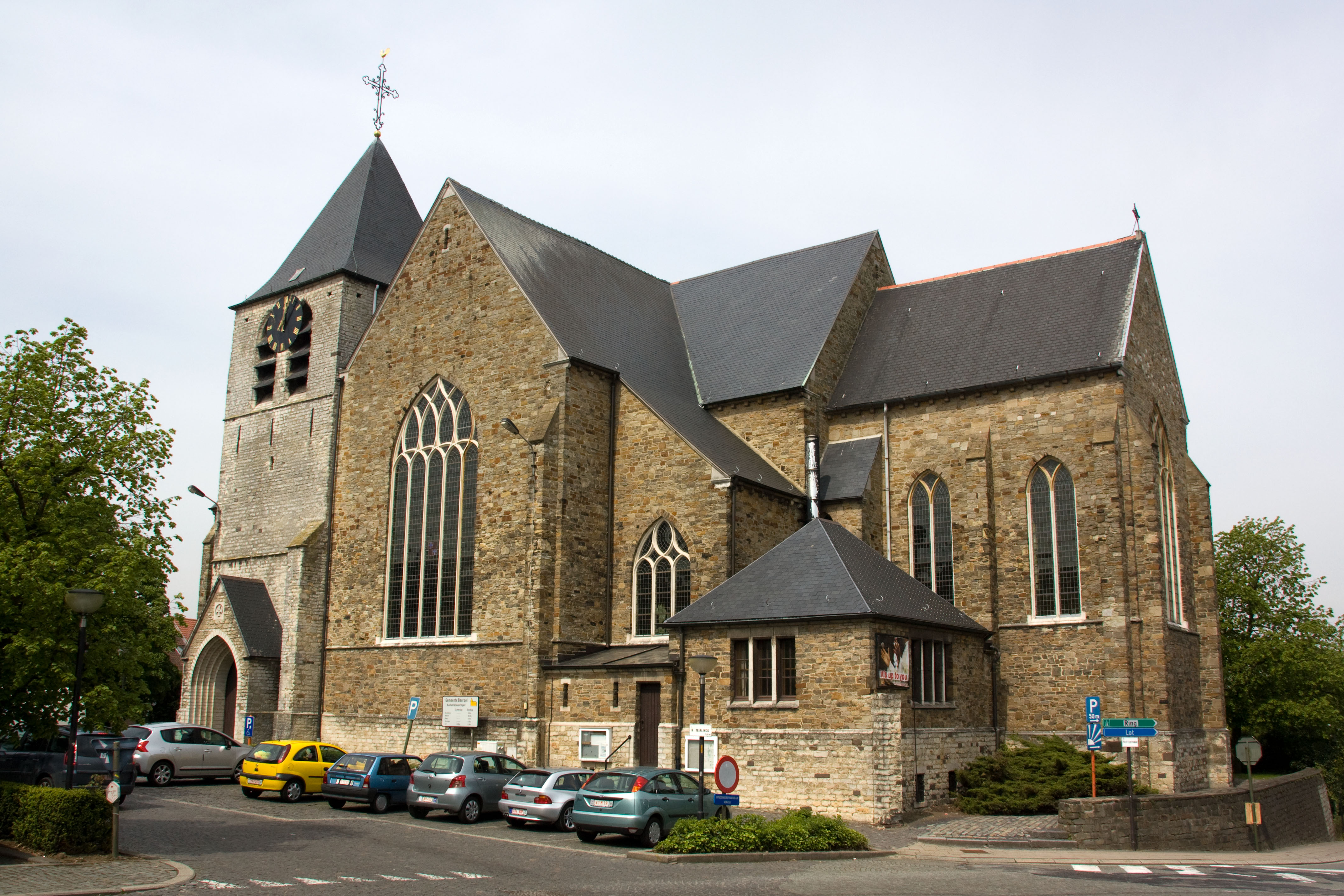
Église de Beersel.
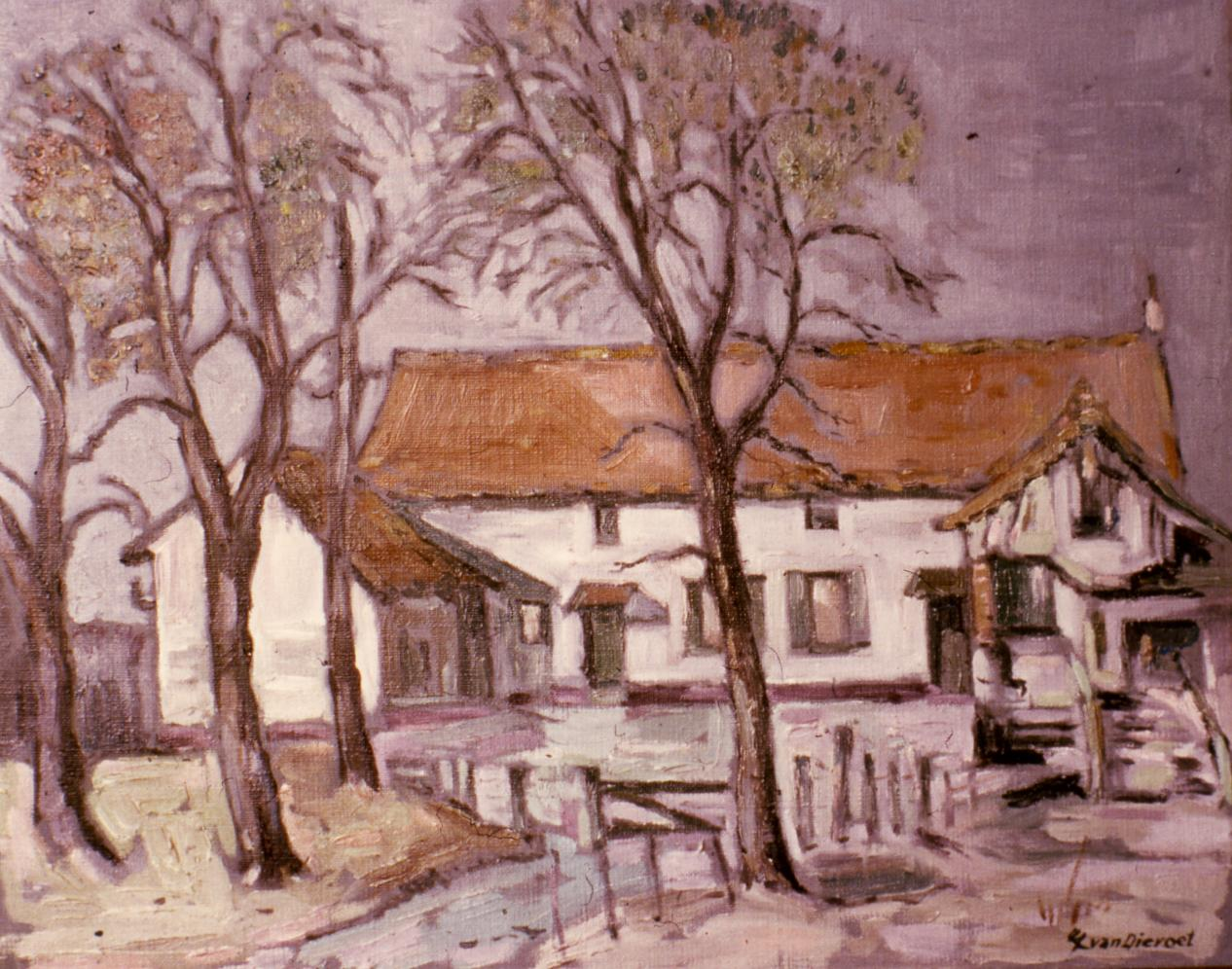
Ferme à Beersel, huile sur toile par Léon van Dievoet, 1979.